# Bangana devdevi
Bangana devdevi är en fiskart som först beskrevs av Hora, 1936.  Bangana devdevi ingår i släktet Bangana och familjen karpfiskar. IUCN kategoriserar arten globalt som livskraftig. Inga underarter finns listade.

## Bildgalleri

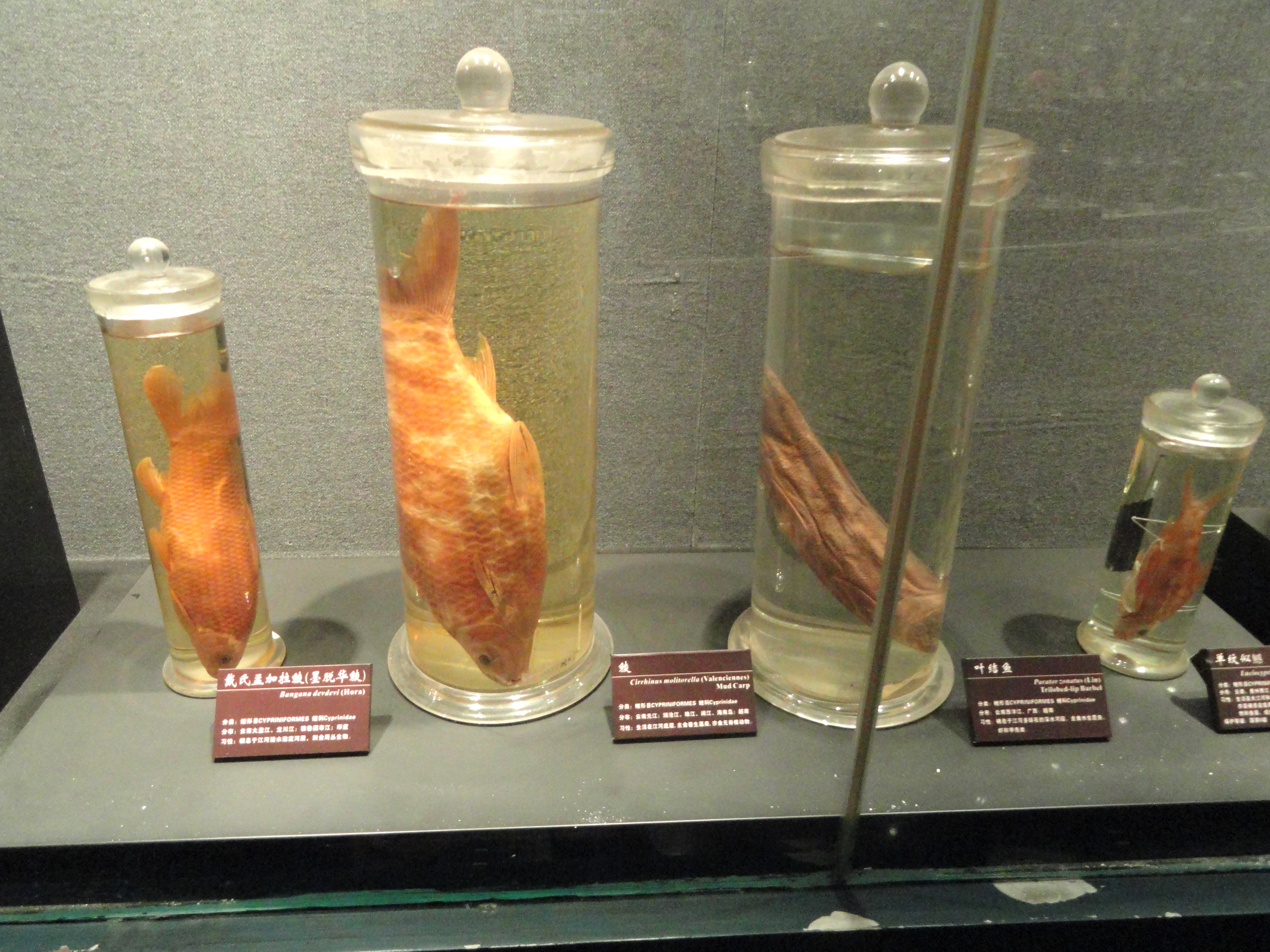